# Dimorphanthera brassii
Dimorphanthera brassii är en ljungväxtart som beskrevs av Herman Otto Sleumer. Dimorphanthera brassii ingår i släktet Dimorphanthera och familjen ljungväxter. Inga underarter finns listade i Catalogue of Life.